# Larian Studios
Larian Studios — бельгійська компанія-розробник і видавець відеоігор, заснована 1996 року Свеном Вінке. Штаб-квартира розташована в місті Гент; також функціонують офіси в інших країнах, включно з Канадою, Ірландією, Іспанією, Великою Британією, Малайзією, Польщею та раніше — Росією. Larian Studios є провідним представником індустрії відеоігор у Бельгії, на рахунку студії програмне забезпечення для освітніх програм, і азартних ігор, але спеціалізується студія на рольових іграх, найвідомішими з яких є Baldur's Gate III та їхня оригінальна серія Divinity.

## Історія

### Заснування та перші проєкти (1996—1999)
Larian Studios заснував Свен Вінке близько 1996 року в Бельгії. Першим проєктом компанії стала рольова гра Unless, The Treachery Of Death, яку не вдалося завершити через брак ресурсів. Права на гру було продано Atari, але угоду скасували через вихід компанії з ігрового ринку. Наступним проєктом стала гра The Lady, the Mage and the Knight (далі LMK). Хоча команда створила демо та шукала видавців, через відсутність досвіду та високий ризик проєкт не зацікавив інвесторів. У листопаді 1996 року Larian всього за п'ять місяців розробили проєкт The L.E.D. Wars, який вийшов влітку 1997 року завдяки контрактам з Ionos та Attic Entertainment. Через фінансові труднощі роботу над LMK довелось припинити.
До 1999 року команда, збільшена і досвідченіша, почала розробку Divinity, фінансуючи її власними коштами і одночасно працюючи над іншими проєктами, зокрема казино-іграми, щоб покрити борги від LMK.

### Фінансові труднощі та франшизаDivinity(1999—2010)
На ранньому етапі розробки перша гра серії мала робочу назву Divinity: The Sword of Lies. Однак безпосередньо перед укладенням контракту з видавцем назву було змінено на Divine Divinity. За словами представників Larian Studios, це рішення було нав'язане видавцем, який наполягав на використанні алітерації в назві. Розробники критично ставилися до нового імені, вважаючи його невдалим із маркетингової точки зору. Згодом вони зазначали, що назва могла негативно вплинути на сприйняття гри та її продажі.
Divine Divinity вийшла у 2002 році під видавництвом CDV Software, німецької компанії, яка першочергово забезпечила реліз гри на території Німеччини. Попри схвальні відгуки критиків, гру супроводжували численні технічні проблеми, що погіршили її загальне сприйняття серед гравців. Larian Studios, не погоджуючись із політикою видавця, самостійно доопрацювали англомовну версію гри без офіційного схвалення, що дозволило значною мірою усунути наявні баги. Водночас видавець відмовився підтримувати проєкт надалі й заборонив публікацію патчів для німецького видання, наполягаючи на відсутності технічних недоліків у власних продуктах. Зрештою співпраця між Larian Studios і CDV Software була припинена, залишивши студію в скрутному фінансовому становищі.
Після завершення роботи над Divine Divinity Вінке ухвалив рішення самостійно профінансувати новий проєкт, який спочатку задумувався як доповнення до попередньої гри. Основою послужили вже існуючий рушій та напрацювання Divine Divinity, що дозволило скоротити витрати на розробку. Сюжетна концепція була зосереджена на взаємозв'язку двох головних героїв. Ідея управління декількома протагоністами одночасно, яка вперше з'явилася ще під час створення незавершеної гри LMK, була частково реалізована в новому проєкті, а пізніше отримала повноцінний розвиток у Divinity: Original Sin. Початковою назвою нової гри була Divinity: Rift Runner, проте її довелося змінити після юридичної скарги з боку правовласників настільної рольової системи Rifts. Перейменований на Beyond Divinity проєкт вийшов у 2004 році.
Того ж року студія також випустила KetnetKick — освітньо-розважальну гру, створену на замовлення бельгійського державного дитячого телеканалу Ketnet. Гра була орієнтована на дітей віком від 6 до 12 років і мала на меті забезпечити інтерактивний зв'язок із телевізійним шоу. Вона поширювалася виключно на території Бельгії за символічною ціною, яка покривала лише витрати на розповсюдження. Кожна публічна бібліотека країни отримала безкоштовний примірник гри для прокату. KetnetKick створювала віртуальне середовище, де діти могли експериментувати з музикою, хореографією, малюванням і взаємодією з навколишнім світом. Успіх проєкту сприяв його адаптації для британської телерадіокомпанії BBC у форматі дитячої MMO під назвою Adventure Rock. У жовтні 2008 року вийшла оновлена версія гри — KetnetKick 2, створена на базі тієї ж концепції.

### Розширення та перехід до незалежного видавництва (2010—2016)
У січні 2010 року вийшла Divinity II: Ego Draconis. Це був перший проєкт студії, випущений не лише на Windows, але і на Xbox 360. Після релізу перед розробниками постала необхідність оновлення гри для усунення деяких технічних і сюжетних проблем. До квітня 2011 року Larian підтримували гру патчами та випустили доповнення Divinity II: Flames of Vengeance.
У січні 2012 року Свен Вінке оголосив, що відтепер студія самостійно видаватиме всі свої проєкти, починаючи з Divinity: Dragon Commander випущеній у 2013 році. Ця гра розроблялася одночасно з Divinity: Original Sin, після релізу Divinity II у 2009 році, яка залишила студію у боргах. Спочатку Dragon Commander планували як масштабніший проєкт, а Original Sin — як меншу, класичну рольову гру. Однак пізніше ресурси було перенаправлено на Original Sin, і Dragon Commander вийшла у незадовільному, на думку Вінке, стані. Divinity: Original Sin вийшла у червні 2014 року, частково профінансована через Kickstarter, що зібрав понад $940 тис. Бюджет гри перевищив заплановані €3 млн і сягнув €4,5 млн. Щоб завершити проєкт, студія відклала податкові платежі та перенаправила ресурси з Dragon Commander, і компанія збанкрутувала б, якби гра не мала успіху. Original Sin стала найшвидше продаваною грою Larian на той час. У 2016 році вийшла Divinity: Original Sin II, також профінансована через Kickstarter, де кампанія зібрала понад $2 млн.
Починаючи з 2014 року, Larian Studios активно розширювали міжнародну присутність. Окрім бельгійської штаб-квартири, були відкриті студії в Росії, Канаді, Ірландії та Малайзії. Останню засновано в межах стратегії цілодобової розробки завдяки розміщенню команд у різних часових поясах.

### Baldur's Gate IIIта глобальне визнання (2016—теперішній час)
Після успіху Divinity: Original Sin II у 2016 році студія розпочала роботу над прототипами гри у всесвіті Dungeons & Dragons, розглядаючи потенційні концепції для свого майбутнього проєкту. Протягом кількох років Larian Studios неодноразово зверталися до компанії Wizards of the Coast з пропозицією створити нову частину Baldur's Gate, але спочатку отримували відмови. У 2019 році, з огляду на зростання репутації студії в галузі класичних RPG та зміну стратегії Wizards щодо цифрових ігор, компаніям вдалося досягти угоди про розробку Baldur's Gate III. Проєкт розроблявся одночасно в кількох міжнародних офісах студії, зокрема в Бельгії, Ірландії, Канаді та Малайзії. Гру було випущено в ранньому доступі 6 жовтня 2020 року, а її повноцінний реліз відбувся 3 серпня 2023 року. Успіх Baldur's Gate III приніс студії міжнародне визнання, а також зміцнив її позицію як одного з провідних незалежних розробників рольових ігор.
17 лютого 2021 року компанія оголосила про придбання студії Turbulenz у Великій Британії, яку перейменували на Larian Guilford. 2 червня 2021 року відкрилася нова філія Larian Studios Spain у Барселоні. У 2022 році компанія змушена була закрити свій російський офіс, через початок повномасштабного вторгнення російських військ в Україну, та організувала переміщення 90% співробітників російської філії до інших країн, зокрема до Малайзії. У травні 2024 року відкрилася сьома філія компанії у Польщі.
Станом на 2025 рік відомо, що Larian працює над розробкою двох неанонсованих проєктів.

## Політика компанії під час російсько-української війни
З одного боку Larian вперше додали офіційну локалізацію до своєї гри на релізі, співпрацюючи при цьому з українським локалізатором. З іншого — попри закриття російського офісу, компанія продовжила співпрацю з російською компанією Elverils, яка займалася портуванням Baldur's Gate 3 на macOS, що свідчить про прагнення Larian зберегти нейтральність і зосередитись на бізнес-інтересах, уникаючи публічних політичних заяв.

## Цікаві факти
- Більшість учасників команди розробників є фанатами бельгійського футбольного клубу «Гент». Тому вони завжди намагаються включати в свої ігри посилання на кольори клубу або сам клуб.[50]
- Компанія названа на честь Пілар (англ. Pilar — також скорочено до Lar), собаки засновника Свена Вінке.[50]

## Структурні підрозділи
| Назва                 | Місцезнаходження        | Придбання/Заснування | Примітки | Дж.    |
| --------------------- | ----------------------- | -------------------- | --- | ------ |
| Larian Gent           | Гент, Бельгія           | 1996                 | місце заснування компанії і основний офіс на теперішній час | [ 51 ] |
| Larian St. Petersburg | Санкт-Петербург, Росія  | 2014                 | ліквідовано в 2022 році, більшість співробітників переміщено до малайзійського підрозділу                                                                       | [ 43 ] |
| Larian Quebec         | Сен-Рош, Квебек, Канада | 14 січня 2015        | головна база операцій компанії для всієї Північної Америки | [ 52 ] |
| Larian Dublin         | Дублін, Ірландія        | 26 січня 2015        | «кузня історій» компанії з фокусом на сценарній та кінематографічній складовій                                                                                  | [ 53 ] |
| Larian KL             | Куала-Лумпур, Малайзія  | 6 листопада 2019     | база команди художників і аніматорів з mo-cap студією та команда контролю якості                                                                                | [ 54 ] |
| Larian Guildford      | Гілфорд, Великобританія | 17 лютого 2021       | команда програмістів та фахівців з кінематографії, також відділ наративних дизайнерів та письменників діалогів для допомоги штаб-квартири сценаристів в Дубліні | [ 55 ] |
| Larian Barcelona      | Барселона, Іспанія      | 2 червня 2021        | команда програмістів та технічного контролю якості | [ 56 ] |
| Larian Warsaw         | Варшава, Польща         | травень 2024         | | [ 45 ] |